# Оросо
Оросо (гал. Oroso, ісп. Oroso) — муніципалітет в Іспанії, у складі автономної спільноти Галісія, у провінції Ла-Корунья. Населення — 6987 осіб (2009).
Муніципалітет розташований на відстані близько 486 км на північний захід від Мадрида, 42 км на південь від Ла-Коруньї.
Муніципалітет складається з таких паррокій: Ос-Аншелес, Кальвенте, Кардама, Дейшебре, А-Гандара, Марсоа, Оросо, Пасарелос, Сенра, Трасмонте, Віларромаріс.

## Географія
Через муніципалітет протікає річка Тамбре.

## Демографія
Динаміка населення (INE ):

## Галерея зображень

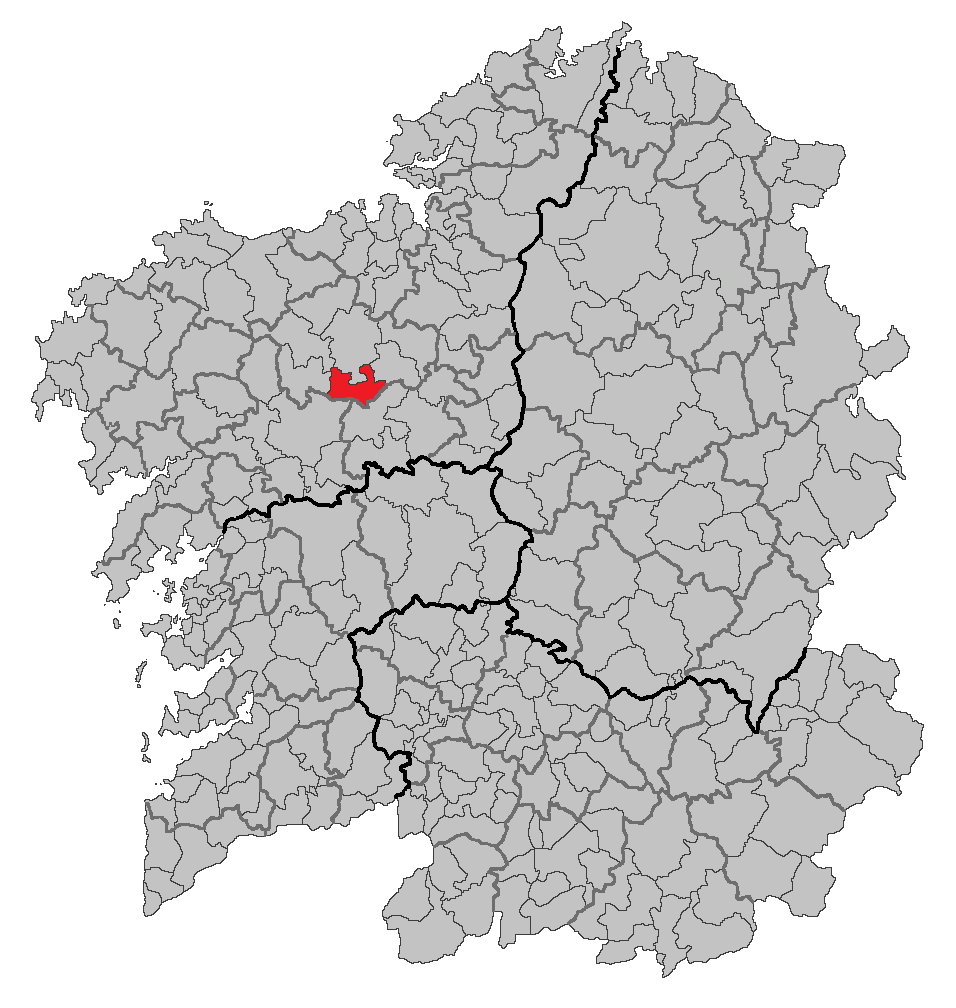
Розташування муніципалітету
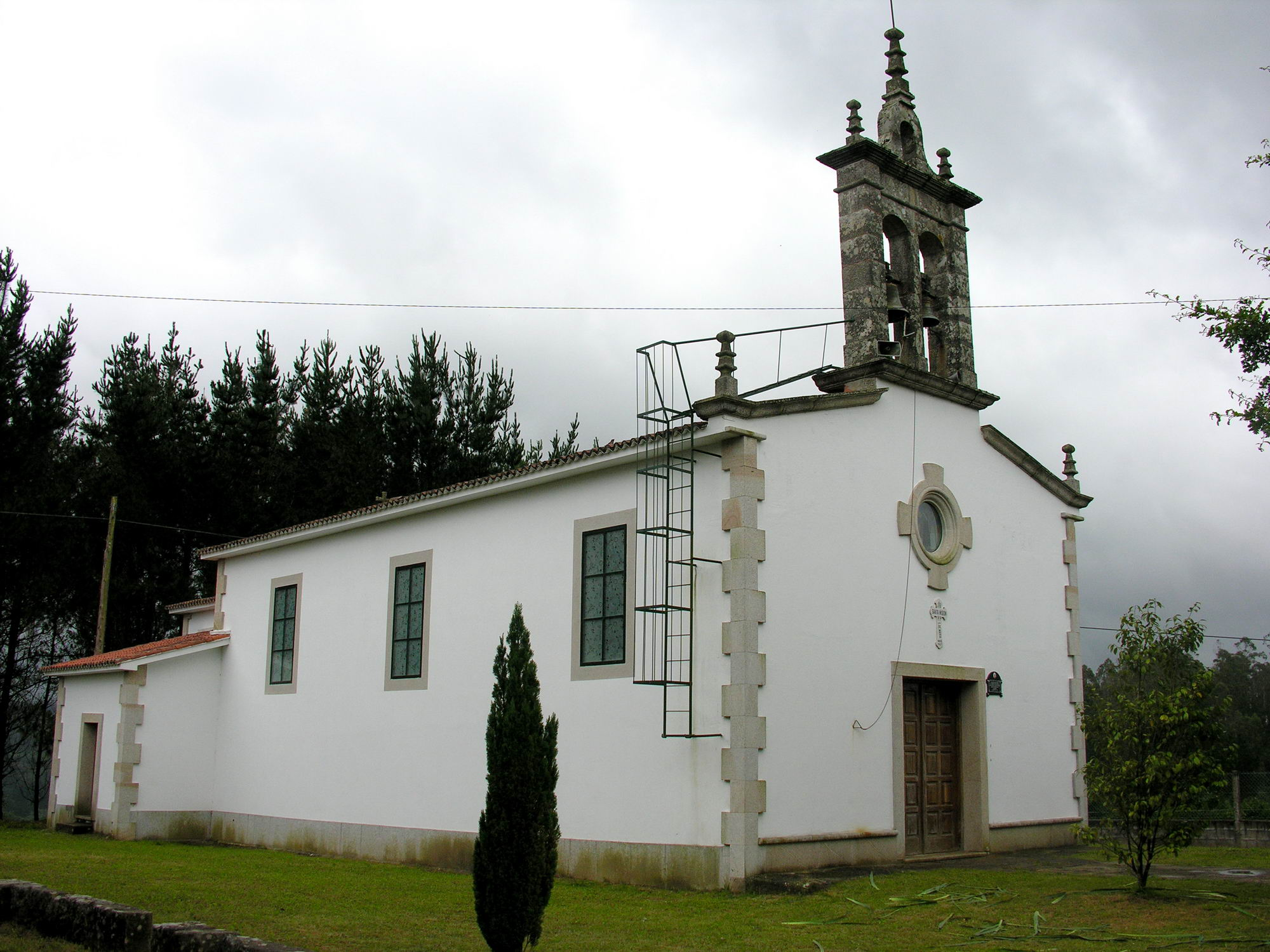
Церква Санто-Томе-де-Віларромаріс
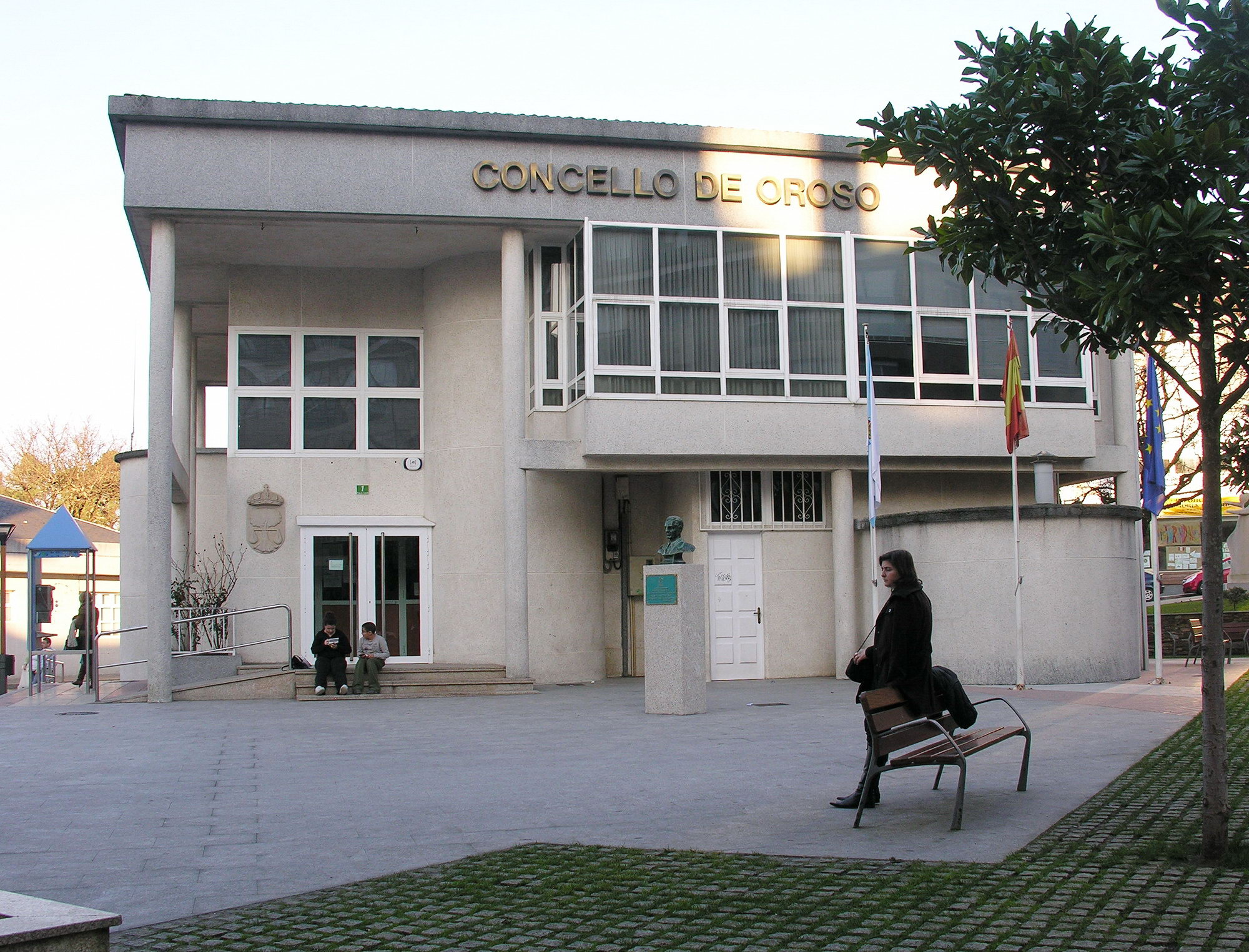
Муніципальна рада Оросо, Сігуейро
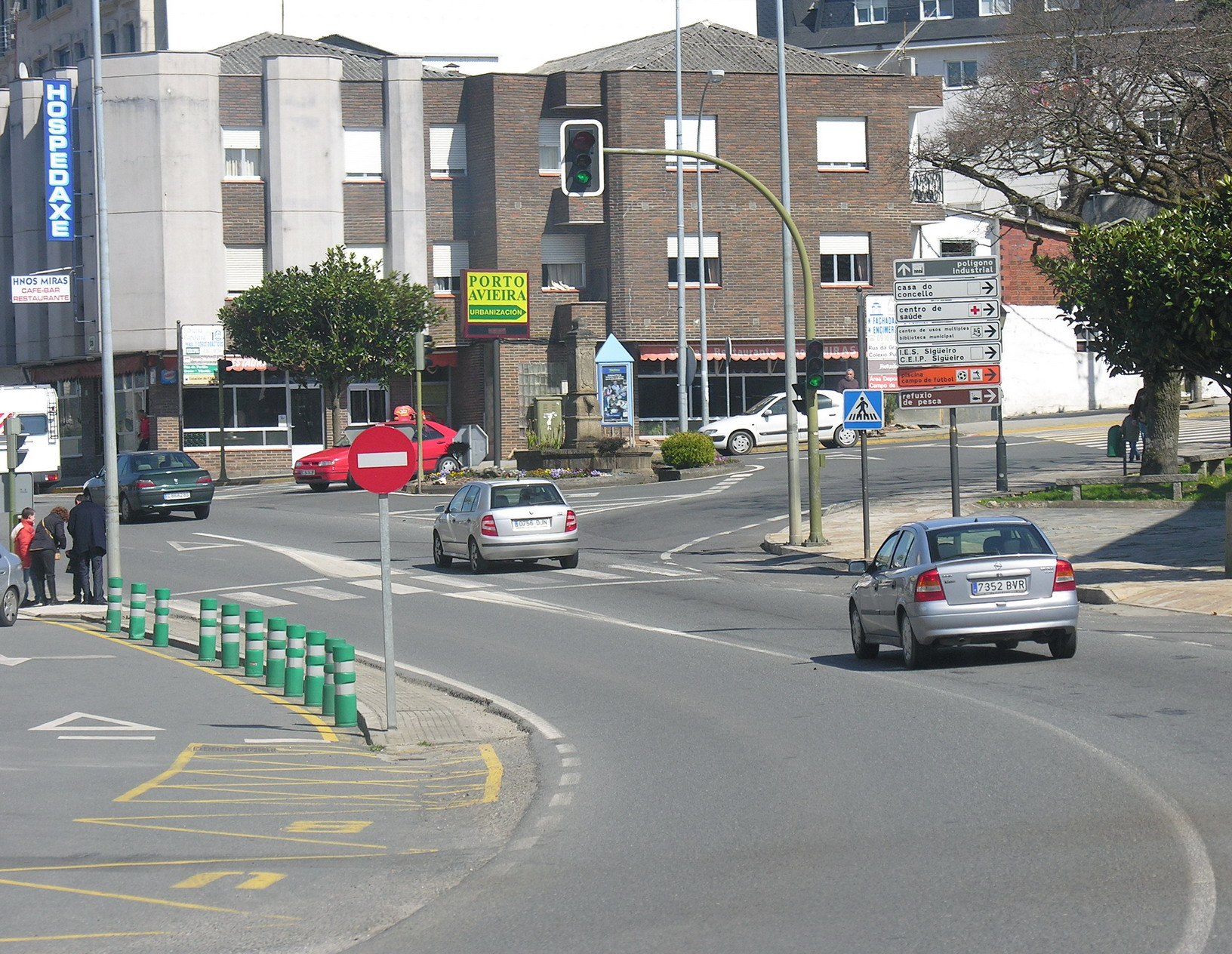
N-550, Сігуейро, Оросо
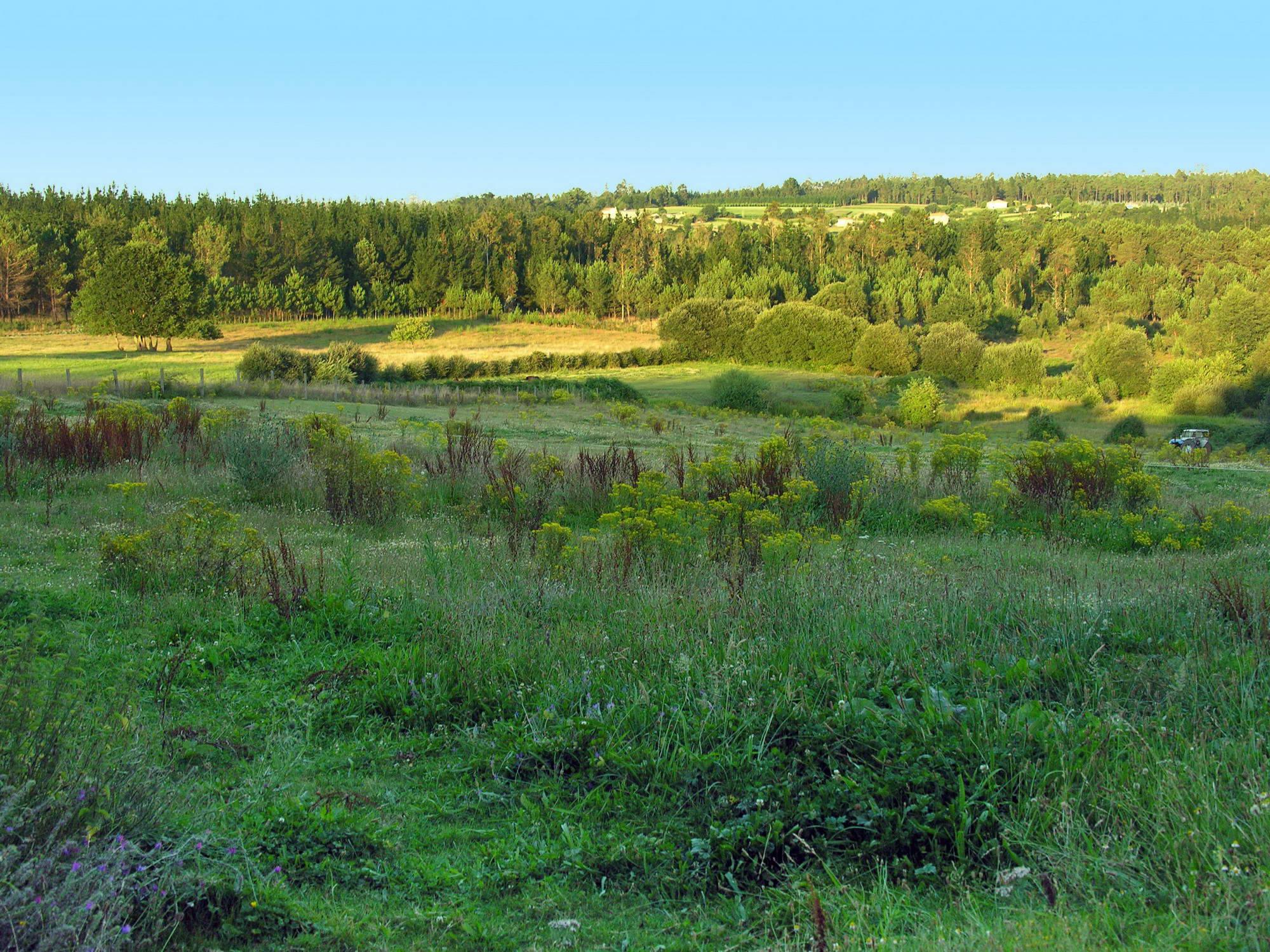
Беан
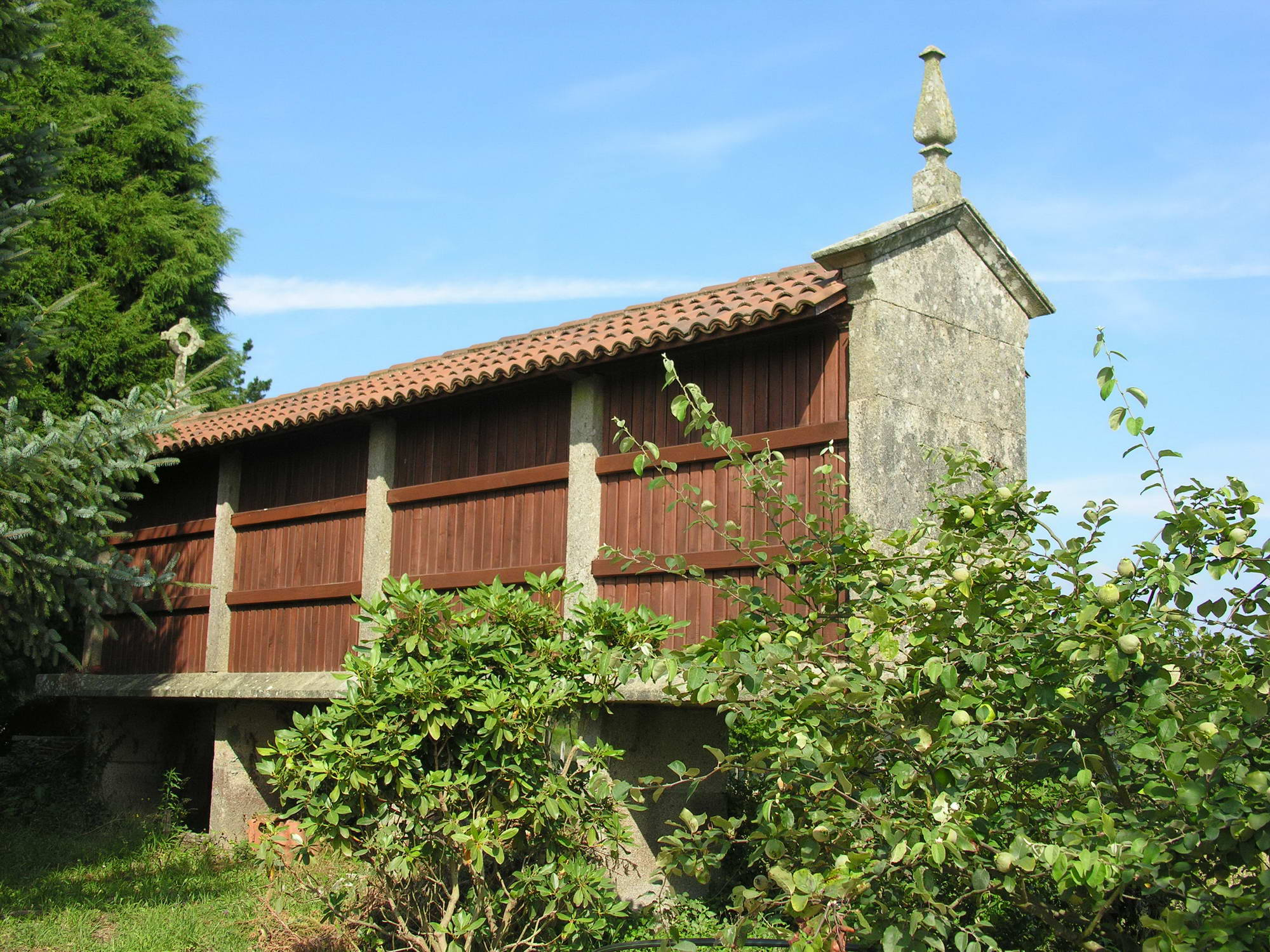
Зерносховище